# 쿠슈티아구

방글라데시 쿠슈티아구

쿠슈티아구(벵골어: কুষ্টিয়া জেলা)는 방글라데시 서부 쿨나주의 한 구역이다. 쿠슈티아구는 인도 분단 이후 지금까지 독립된 지역으로 존재해 왔다. 그 이전에는 쿠슈티아구는 영국령 인도 벵골주 산하 나디아구의 일부였다. 쿠슈티아구는 미르 모샤라프 호사인(1847년~1912년), 바하 자틴(1879년~1915년), 파키르 랄론 샤(1774년~1890년)를 포함한 많은 역사적 인물들의 출생지이다. 노벨상 수상자인 시인인 라빈드라나트 타고르는 실리다하에서 유년시절을 보냈다.

## 지리
쿠슈티아구는 면적 1608.80km2로 북쪽으로 라지샤히구, 나토르구, 파브나구, 남쪽으로 추아당가구, 제나이다구, 동쪽으로 라지바리구, 서쪽으로 메헤르푸르구와 경계를 이룬다.

## 인구
| 연도     | 인구      | ±% p.a. |
| -------- | --------- | ------- |
| 1974     | 1,022,781 | —       |
| 1981     | 1,236,135 | +2.74%  |
| 1991     | 1,502,126 | +1.97%  |
| 2001     | 1,740,155 | +1.48%  |
| 2011     | 1,946,868 | +1.13%  |
| 2022     | 2,149,692 | +0.91%  |
| Sources: |           |         |

2011년 방글라데시 인구조사에 따르면 쿠슈티아구의 인구는 194만3868명이다. 남성은 인구의 50.01%, 여성은 49.99%를 차지했다. 이슬람교도들은 인구의 97.02%, 힌두교도들은 2.92%, 기독교인들은 0.01%, 그리고 다른 사람들은 0.04%를 구성했다. 쿠슈티아구는 7세 이상 인구에서 46.33%의 식자율을 보였다.
2001년 쿠슈티아구의 인구는 174만155명으로 이 중 남성은 50.86%, 여성은 49.14%였다. 종교 면에서는 쿠슈티아구 거주자의 95.72%가 이슬람교도이며 4.22%는 힌두교를 따르고 있으며 0.06%는 기타 종교를 따르고 있다. 종교 기관은 모스크 3587개, 사원 185개, 교회 32개이다.

## 같이 보기
- 파리드푸르구
- 방글라데시의 구
- 다카주